# Fernanda Tapia
María Fernanda Tapia Canovi (Ciudad de México; 23 de junio de 1965) es una locutora, conductora, productora, periodista, guionista, conferencista, cantante y actriz de doblaje mexicana. Designada como directora general de Radio Educación el 2 de diciembre de 2024.
Simpatizante abierta y afín al gobierno de Andrés Manuel López Obrador.

## Carrera

### Locutora
Fernanda Tapia es locutora de radio, conductora y actriz de doblaje, ha contribuido en varios  programas y proyectos, como las emisiones: En Rock 101 participó en un programa llamado La Odisea Del Emisario, Hablemos de hombres, Cáigase de la cama, La media naranja, El tianguis de Fernanda, La Talacha, La Pantera, Sabrosita 590, Espacio 59, Radio Alicia, Radioactivo 98.5, La Revista del Consumidor, Entre lo público y lo privado, junto a Andrés Roemer y en Las del estribo. Tiene también un podcast titulado El Tao en Prodigy.msn.com; y otro podcast en Dixo.com. A partir del 5 de noviembre de 2012, fue Directora y Locutora de su programa de Radio "Triple W" a través de W Radio, el cual se transmitía de lunes a viernes de 13:00 a 15:00, hasta su transmisión final, el 13 de abril de 2018, por motivos de reprogramación de la estación.
En 2021, la Plataforma Nacional de Transparencia registró que entre 2019 y 2021 el gobierno de Ciudad de México y el gobierno de Andrés Manuel López Obrador le había otorgado cuatro contratos a Tapia por un importe total de 2,850,620.68 de pesos mexicanos.

### Conductora
Anteriormente fue conductora de los programas: "Descobijados" que transmite TV Azteca en su canal local A+ del 7.2 de TV abierta, Almohadazo, transmitido por el canal 52MX (actualmente llamado MVS TV); Juntas, ni difuntas con Mariana H. y Laura García, en ADN 40 de TV abierta, Hoy Te Toca con Paulina Mercado, el programa Diálogos en Confianza en el canal Once TV México y locutora del programa 180 Grados en la estación de radio por internet NextFm. Asimismo, de 2022 a 2023 fue coconductora de La Hora Nacional.

### Columnista
Ha sido colaboradora en medios hace más de 32 años, en revistas como Reporte Indigo (revista digital), El Huevo, así como en los periódicos El Centro, El Financiero, La Jornada, Publimetro, UNOMÁSUNO, diario ¡Pásala!. Sin embargo, como ella misma lo ha aclarado en diversas ocasiones, no es periodista, pues no cuenta con la formación ni estudios que la avalen como tal.

### Escritora
Ha publicado cuatro libros, el primero publicado en 2004: "El sexo y otros cuentos de hadas"; el segundo publicado en 2008: "Sueños", libro que se compone de recopilaciones de sueños que políticos, actores y amigos le han hecho y cuenta con la participación del Dr. Marco Campuzano, fue presentado por Horacio Franco, Marisol Gasé, Humberto Vélez, Juan Alarcón, Ana Francis Mor y Gustavo Munguía; En 2011 lanza su tercer libro "Tampoco se trata de ser perfectas", donde se cuentan una serie de confesiones hechas por mujeres de distintos ámbitos. En 2012 lanza su cuarto libro "El bestiario político del Almohadazo", desarrollado por los escritores de El Almohadazo y coordinado por el jefe de información de dicha emisión, nos muestra a la fauna política del país. En este libro únicamente colabora con el epílogo. 
| Libros |                                      |               |                                                                              |               |
| Año    | Título                               | Editorial     | Coautores                                                                    | ISBN          |
| 2012   | El bestiario político del Almohadazo | Planeta       | Fernando Abrego(Charro), César Arreola, Keren Chaires y Andrés Vargas "Ruzo" | 9786070710483 |
| 2011   | Tampoco se trata de ser perfectas    | Océano        |                                                                              | 9786074005851 |
| 2008   | Sueños                               | Norma         | Dr. Marco Campuzano                                                          | 9700917622    |
| 2004   | El sexo y otros cuentos de hadas     | Plaza & Janés |                                                                              | 9700517497    |

### Guionista
Ha escrito diversos guiones y sketches cómicos para Eugenio Derbez, Leonorilda Ochoa, Víctor Trujillo, Ausencio Cruz, Héctor Suárez, David Patiño, entre otros.

### Doblaje
En el doblaje destacan sus trabajos como Mary Alice Young en Desperate Housewives; Janete Darling en Clarissa Explains It All; y Mirage en la película animada Los Increíbles.
Voz en películas
| Año  | Película                                   | Personaje             | Notas               |
| ---- | ------------------------------------------ | --------------------- | ------------------- |
| 2023 | Pollitos en fuga: El origen de los nuggets | Mac                   | Película animada    |
| 2017 | Coco                                       | Maestra de Ceremonias | Película animada    |
| 2008 | WALL·E                                     | Mary                  | Película animada    |
| 2004 | The Hitchhiker's Guide to the Galaxy       | Pensamiento profundo  | Película no animada |
| 2004 | Enchanted                                  | Phoebe Banks          | Película no animada |
| 2004 | Los Increíbles                             | Mirage                | Película animada    |
| 2003 | Once upon a time in Mexico                 | Ajedrez               | Película no animada |
| 2003 | Buscando a Nemo                            | Coral                 | Película animada    |
| 2003 | Freaky Friday                              | Pei Pei               | Película no animada |
| 2001 | Riding in Cars with Boys                   | Teresa D'Onofrio      | Película no animada |
| 2000 | Pollitos en fuga                           | Mac                   | Película animada    |
| 1999 | Todo el poder                              | Narrador              | Película no animada |
| 1996 | The First Wives Club                       | Cynthia               | Película no animada |
| 1995 | It Takes Two                               | Diane Barrows         | Película no animada |

Voz en series
| Año           | Programa                 | Personaje              | Notas            |
| ------------- | ------------------------ | ---------------------- | ---------------- |
| 2004-presente | Desperate Housewives     | Mary Alice Young       | Serie no animada |
| 2002-2007     | Kim Possible             | Mamá de Kim            | Serie animada    |
| 2002          | Teamo Supremo            | Representante traviesa | Serie animada    |
| 1991 - 1994   | Clarissa Explains It All | Janete Darling         | Serie no animada |

## Reconocimientos
- En 1990 fue reconocida como «Locutora de la Década» por tener y sentar un estilo diferente en la locución, dicho reconocimiento fue otorgado por el diario El Financiero.
- En 1999 obtiene el «Premio Nacional de Periodismo de México» por el programa de la barra de Diálogos en Confianza.
- En 2001 obtiene el premio «Pagés Llergo» el programa de la barra Diálogos en Confianza, conducido por ella.[8]
- En 2002 obtiene el primer lugar en la cuarta Bienal de Radio en la categoría «Promocionales Identificativos de Estaciones de Radio».
- En 2002 se le otorga el premio a «Mejor Locutora Femenina en Cabina», por parte de le revista Voces.
- En 2003 obtiene el premio al Mejor Programa por parte del «Primer Premio al Periodismo Médico» por el programa Esquizofrenia de Diálogos en Confianza.
- En 2003 obtiene todo el equipo de Diálogos en Confianza el premio «AMPRYT»  por Mejor Programa Televisivo de Contenido.
- En 2004 se le otorga el premio «Emmanuel Haro Villa a Periodistas Destacados» por parte de la Agrupación de Periodistas Teatrales.
- En 2004 recibe el «Laurel de Oro a la Calidad México-España» por el programa Diálogos en Confianza.
- En 2008 es nombrada «La Mujer del Año», reconocimiento otorgado en el marco del Día Internacional de la Mujer.